# Etapa de Goiânia de 2009 (Fórmula Truck)
A Etapa de Goiânia foi a quarta corrida da temporada de 2009 da Fórmula Truck, realizada no dia 14 de junho. O vencedor da prova foi o paulista Valmir Benavides.

## Classificação

### Corrida
| Pos | Nº | Piloto            | Equipe        | Voltas | Tempo/Aband. | Grid | Pontos¹ |
| --- | -- | ----------------- | ------------- | ------ | ------------ | ---- | ------- |
| 1   | 2  | Valmir Benavides  | RM-Volkswagen | 29     | 1:00:43.885  | 3    |         |
| 2   | 56 | Danilo Dirani     | Volvo         | 29     | +5.329       | 5    |         |
| 3   | 72 | Djalma Fogaça     | Ford          | 29     | +7.224       | 2    |         |
| 4   | 51 | Leandro Reis      | Scania        | 29     | +18.625      | 7    |         |
| 5   | 9  | Renato Martins    | Volkswagen    | 29     | +27.389      | 10   |         |
| 6   | 55 | Adilson Cajuru    | Iveco         | 29     | +29.160      | 22   |         |
| 7   | 14 | João Maistro      | Ford          | 29     | +47.363      | 16   |         |
| 8   | 28 | Fabiano Brito     | Volvo         | 29     | +1:13.887    | 9    |         |
| 9   | 15 | Roberval Andrade  | Scania        | 29     | +1:29.976    | 1    |         |
| 10  | 3  | Geraldo Piquet    | Mercedes      | 27     | + 2 voltas   | 23   |         |
| 11  | 12 | José Maria Reis   | Scania        | 25     | + 4 voltas   | 21   |         |
| 12  | 7  | Debora Rodrigues  | Volkswagen    | 24     | motor        | 13   |         |
| 13  | 33 | Urubatm Helou Jr  | Ford          | 22     | + 7 voltas   | 17   |         |
| 14  | 1  | Wellington Cirino | Mercedes      | 21     | motor        | 4    |         |
| Ret | 50 | Fred Marinelli    | Iveco         | 19     | colisão      | 8    |         |
| Ret | 77 | Regis Boessio     | Volvo         | 19     | motor        | 18   |         |
| Ret | 42 | Gaston Mazzacane  | Ford          | 16     | motor        | 20   |         |
| Ret | 73 | Leandro Totti     | Ford          | 14     | motor        | 5    |         |
| Ret | 80 | Vinicius Ramires  | Mercedes      | 13     | motor        | 12   |         |
| Ret | 8  | Egon Allgauer     | Man           | 9      | motor        | 25   |         |
| Ret | 8  | Diumar Bueno      | Volvo         | 8      | motor        | 11   |         |
| Ret | 4  | Felipe Giaffone   | Volkswagen    | 5      | motor        | 6    |         |
| Ret | 21 | José Cangueiro    | Mercedes      | 2      | motor        | 15   |         |
| Ret | 10 | Vignaldo Fizio    | Mercedes      | 2      | motor        | 22   |         |
| Ret | 10 | Beto Monteiro     | Iveco         | 1      | motor        | 14   |         |
| DNS | 20 | Pedro Muffato     | Scania        |        | Não Largou   | 19   |         |

- Nota 1:  De acordo com o regulamento da temporada, são distribuidos pontos para os cinco primeiros que cruzarem a linha de chegada na 12º volta e para os 14 que cruzarem na ultima volta.
- Volta mais rápida: Djalma Fogaça 1'48.215 na 2 volta
- Pole Position: Roberval Andrade 1:'46.780